# Meedo
Meedo es un género de arañas araneomorfas de la familia Gallieniellidae. Se encuentra en Australia. 

## Lista de especies
Según The World Spider Catalog 12.0:
- Meedo bluff Platnick, 2002
- Meedo booti Platnick, 2002
- Meedo broadwater Platnick, 2002
- Meedo cohuna Platnick, 2002
- Meedo flinders Platnick, 2002
- Meedo gympie Platnick, 2002
- Meedo harveyi Platnick, 2002
- Meedo houstoni Main, 1987
- Meedo mullaroo Platnick, 2002
- Meedo munmorah Platnick, 2002
- Meedo ovtsharenkoi Platnick, 2002
- Meedo yarragin Platnick, 2002
- Meedo yeni Platnick, 2002